# Wahlkreis Leipzig Land 3
Der Wahlkreis Leipzig Land 3 (Wahlkreis 23) ist ein Landtagswahlkreis in Sachsen. 
Er umfasst die Städte Bad Lausick, Colditz, Grimma und Naunhof sowie die Gemeinden Belgershain, Großpösna, Otterwisch, Parthenstein und damit einen Teil des Landkreises Leipzig. Bei der letzten Landtagswahl (im Jahr 2024) waren 54.500 Einwohner wahlberechtigt.
Zu den Wahlen 1994 bis 2009 trug der Wahlkreis den Namen „Muldental 2“ und hatte die Wahlkreisnummer 35. Zur Landtagswahl 2014 wurde der Name an die in der Kreisreform 2008 geänderten Landkreise angepasst und eine neue Nummer vergeben. Dabei wurde auch der Zuschnitt des Wahlkreises leicht verändert: die Gemeinde Großpösna wurde aus dem Wahlkreis Leipziger Land 2 übernommen, dafür die Stadt Trebsen/Mulde an den Wahlkreis Leipzig Land 4 (zuvor Muldental 1) abgegeben.

## Wahl 2024
Zur Landtagswahl 2024 erzielten die Direktkandidaten und Parteien folgende Ergebnisse:
| Direktkandidat     | Partei              | Erststimmen in % | Zweitstimmen in % |
| ------------------ | ------------------- | ---------------- | ----------------- |
| Volker Klostermann | CDU                 | 22,2             | 29,2              |
| Jörg Dornau        | AfD                 | 30,7             | 30,9              |
| Daniel Peisker     | Die Linke           | 3,2              | 2,3               |
| Adriano Schwanke   | GRÜNE               | 1,7              | 2,4               |
| Ingo Runge         | SPD                 | 4,1              | 6,5               |
| Philipp Loll       | FDP                 | 0,9              | 0,7               |
| Matthias Berger    | Freie Wähler        | 36,6             | 13,2              |
| –                  | Die Partei          | –                | 0,5               |
| –                  | Piraten             | –                | 0,2               |
| –                  | ÖDP                 | –                | 0,0               |
| –                  | BüSo                | –                | 0,1               |
| –                  | Tierschutz hier!    | –                | 0,8               |
| –                  | dieBasis            | –                | 0,1               |
| –                  | Bündnis C           | –                | 0,1               |
| –                  | Bündnis Deutschland | –                | 0,3               |
| –                  | BSW                 | –                | 10,5              |
| Mario Franz        | Freie Sachsen       | 0,7              | 1,9               |
| –                  | V-Partei3           | –                | 0,1               |
| –                  | WU                  | –                | 0,2               |

Berger brauchte zwei Wochen für die Entscheidung, sein Direktmandat anzunehmen, da man nicht gleichzeitig Oberbürgermeister und Landtagsabgeordneter sein kann. Er überlegte, ob er als einzelner Landtagsabgeordneter möglicherweise „nicht viel bewirken“ könne. Am 13. September 2024 gab er dann bekannt, das Mandat anzunehmen und als Bürgermeister zurückzutreten.

## Wahl 2019
Vorläufiges Ergebnis der Landtagswahl am 1. September 2019 im Wahlkreis 25 – Leipzig Land 3:
(Ergebnisse in Prozent)
| Direktkandidat      | Partei               | Direktstimmen | Listenstimmen |
| ------------------- | -------------------- | ------------- | ------------- |
| Svend-Gunnar Kirmes | CDU                  | 29,9          | 33,2          |
| Kerstin Köditz      | Die Linke            | 10,7          | 8,4           |
| Ingo Runge          | SPD                  | 6,6           | 7,8           |
| Jörg Dornau         | AfD                  | 29,5          | 29,4          |
| André Engelhardt    | GRÜNE                | 5,4           | 5,3           |
| –                   | NPD                  | –             | 0,5           |
| Matthias Constantin | FDP                  | 3,4           | 3,8           |
| Matthias Schmiedel  | Freie Wähler         | 13,1          | 6,8           |
| –                   | Tierschutz           | –             | 1,5           |
| –                   | Piraten              | –             | 0,3           |
| –                   | Die PARTEI           | –             | 0,9           |
| –                   | BüSo                 | –             | 0,0           |
| –                   | ADPM                 | –             | 0,1           |
| Dorothea von Below  | Blaue #TeamPetry     | 1,4           | 1,0           |
| –                   | KPD                  | –             | 0,1           |
| –                   | ÖDP                  | –             | 0,2           |
| –                   | Die Humanisten       | –             | 0,1           |
| –                   | PDV                  | –             | 0,1           |
| –                   | Gesundheitsforschung | –             | 0,5           |

| Wahlberechtigte | 55.409 |
| Wahlbeteiligung | 66,4 % |

## Wahl 2014
Amtliches Endergebnis der Landtagswahl am 31. August 2014 im Wahlkreis 25 – Leipzig Land 3:
(Ergebnisse in Prozent)
| Direktkandidat      | Partei          | Direktstimmen | Listenstimmen |
| ------------------- | --------------- | ------------- | ------------- |
| Svend-Gunnar Kirmes | CDU             | 42,3          | 44,1          |
| Kerstin Köditz      | Die Linke       | 20,2          | 16,7          |
| Ute Ziegelmeier     | SPD             | 11,5          | 11,7          |
| Matthias Constantin | FDP             | 4,6           | 4,1           |
| Jens Haubner        | GRÜNE           | 4,0           | 4,0           |
| Peter Köppe         | NPD             | 4,1           | 4,6           |
| –                   | Tierschutz      | –             | 1,1           |
| Leo Walle           | Piraten         | 1,1           | 0,8           |
| –                   | BüSo            | –             | 0,1           |
| –                   | DSU             | –             | 0,1           |
| Klaus Herrmann      | AfD             | 12,1          | 10,9          |
| –                   | pro Deutschland | –             | 0,2           |
| –                   | Freie Wähler    | –             | 1,1           |
| –                   | Die PARTEI      | –             | 0,4           |

| Wahlberechtigte | 57.065 |
| Wahlbeteiligung | 47,2 % |

## Wahl 2009
Amtliches Endergebnis der Landtagswahl am 30. August 2009 im Wahlkreis 35 – Muldental 2:
(Ergebnisse in Prozent)
| Direktkandidat        | Partei          | Direktstimmen | Listenstimmen |
| --------------------- | --------------- | ------------- | ------------- |
| Svend-Gunnar Kirmes   | CDU             | 37,4          | 42,6          |
| Kerstin Köditz        | Die Linke       | 23,0          | 19,8          |
| Thomas Glaser         | SPD             | 14,2          | 10,2          |
| Marcus Müller         | NPD             | 6,3           | 6,2           |
| Olaf Bonk             | FDP             | 10,2          | 9,7           |
| Robert Hertzsch       | GRÜNE           | 4,7           | 4,5           |
| –                     | Tierschutz      | –             | 2,3           |
| –                     | PBC             | –             | 0,1           |
| –                     | BüSo            | –             | 0,1           |
| –                     | DSU             | –             | 0,1           |
| –                     | REP             | –             | 0,1           |
| Maximilian von Herder | Freie Sachsen   | 4,1           | 2,6           |
| –                     | FP Deutschlands | –             | 0,0           |
| –                     | Humanwirtschaft | –             | 0,0           |
| –                     | Piraten         | –             | 1,4           |
| –                     | SVP             | –             | 0,2           |

| Wahlberechtigte | 59.639 |
| Wahlbeteiligung | 51,2 % |

## Wahl 2004
Amtliches Endergebnis der Landtagswahl am 19. September 2004 im Wahlkreis 35 – Muldental 2:
(Ergebnisse in Prozent)
| Direktkandidat  | Partei     | Direktstimmen | Listenstimmen |
| --------------- | ---------- | ------------- | ------------- |
| Hermann Winkler | CDU        | 45,3          | 45,3          |
| Kerstin Köditz  | PDS        | 22,0          | 21,9          |
| Thomas Glaser   | SPD        | 13,2          | 10,5          |
| Simon Littmann  | GRÜNE      | 4,5           | 4,0           |
| Marcus Müller   | NPD        | 9,6           | 9,9           |
| Olaf Bonk       | FDP        | 5,4           | 4,9           |
| –               | DSU        | –             | 0,2           |
| –               | PBC        | –             | 0,2           |
| –               | GRAUE      | –             | 0,6           |
| –               | BüSo       | –             | 0,3           |
| –               | AUFBRUCH   | –             | 0,4           |
| –               | DGG        | –             | 0,3           |
| –               | Tierschutz | –             | 1,5           |

| Wahlberechtigte | 60.850 |
| Wahlbeteiligung | 59,0 % |

## Wahl 1999
Amtliches Endergebnis der Landtagswahl am 19. September 1999 im Wahlkreis 35 – Muldental 2:
(Ergebnisse in Prozent)
| Direktkandidat     | Partei          | Direktstimmen | Listenstimmen |
| ------------------ | --------------- | ------------- | ------------- |
| Hermann Winkler    | CDU             | 51,3          | 60,6          |
| Gerd Becker        | SPD             | 12,1          | 11,4          |
| Monika Runge       | PDS             | 18,4          | 19,4          |
| –                  | GRÜNE           | –             | 1,9           |
| Ernst-Georg Dornig | FDP             | 14,6          | 1,7           |
| –                  | BüSo            | –             | 0,1           |
| Peter Köppe        | DSU             | 0,7           | 0,4           |
| –                  | GRAUE           | –             | 0,2           |
| Herbert Nehring    | REP             | 0,8           | 0,8           |
| –                  | FP Deutschlands | –             | 0,1           |
| –                  | Pro DM          | –             | 1,3           |
| –                  | KPD             | –             | 0,1           |
| Sven Tautermann    | NPD             | 2,0           | 2,0           |
| –                  | FORUM           | –             | 0,1           |
| –                  | PBC             | –             | 0,1           |

| Wahlberechtigte | 60.778 |
| Wahlbeteiligung | 60,1 % |

## Wahl 1994
Amtliches Endergebnis der Landtagswahl am 11. September 1994 im Wahlkreis 35 – Muldental 2:
(Ergebnisse in Prozent)
| Direktkandidat  | Partei | Direktstimmen | Listenstimmen |
| --------------- | ------ | ------------- | ------------- |
| Hermann Winkler | CDU    | 58,5          | 61,3          |
| Gerd Becker     | SPD    | 29,4          | 17,8          |
| –               | FDP    | –             | 1,9           |
| Wolfgang Kleine | GRÜNE  | 12,1          | 3,7           |
| –               | DSU    | –             | 0,3           |
| –               | REP    | –             | 1,0           |
| –               | FORUM  | –             | 0,5           |
| –               | PDS    | –             | 13,3          |
| –               | SP     | –             | 0,2           |

| Wahlberechtigte | 54.992 |
| Wahlbeteiligung | 58,7 % |

## Bisherige Abgeordnete
Direkt gewählte Abgeordnete des Wahlkreises Leipzig Land 3 und seiner Vorgänger waren:
| Jahr | Name                | Partei | Anteil der Direktstimmen |
| ---- | ------------------- | ------ | ------------------------ |
| 2019 | Svend-Gunnar Kirmes | CDU    | 29,9 %                   |
| 2014 | Svend-Gunnar Kirmes | CDU    | 42,3 %                   |
| 2009 | Svend-Gunnar Kirmes | CDU    | 37,4 %                   |
| 2004 | Hermann Winkler     | CDU    | 45,3 %                   |
| 1999 | Hermann Winkler     | CDU    | 51,3 %                   |
| 1994 | Hermann Winkler     | CDU    | 58,5 %                   |

## Landtagswahlen 1994–2019
Die Ergebnisse der Landtagswahlen seit 1994 im Gebiet des heutigen Wahlkreises Leipzig Land 3 waren (Listenstimmen): 
| Partei        | 1994 | 1999 | 2004 | 2009 | 2014 | 2019 |
| ------------- | ---- | ---- | ---- | ---- | ---- | ---- |
| CDU           | 61,3 | 60,6 | 45,3 | 42,6 | 44,1 | 33,2 |
| AfD           | –    | –    | –    | –    | 10,9 | 29,4 |
| PDS/Die Linke | 13,3 | 19,4 | 21,9 | 19,8 | 16,7 | 8,4  |
| SPD           | 17,8 | 11,4 | 10,5 | 10,2 | 11,7 | 7,8  |
| GRÜNE         | 3,7  | 1,9  | 4,0  | 4,5  | 4,0  | 5,3  |
| FDP           | 1,9  | 1,7  | 4,9  | 9,7  | 4,1  | 3,8  |
| NPD           | -    | 2,0  | 9,9  | 6,2  | 4,6  | 0,5  |
| Sonstige      | 2,1  | 3,1  | 3,5  | 7,1  | 3,8  | 11,6 |